# Myśliczyn
Myśliczyn – przystanek osobowy w Bykowicach, w województwie opolskim, w powiecie nyskim, w gminie Pakosławice, w Polsce.

## Ruch pasażerski
W roku 2017 przystanek obsługiwał 0–9 pasażerów na dobę. W roku 2022 dobowa wymiana pasażerska na przystanku wynosiła 0-9 pasażerów.
Przystanek powstał w ramach czynu społecznego (stąd nazwa) w 1975 roku.

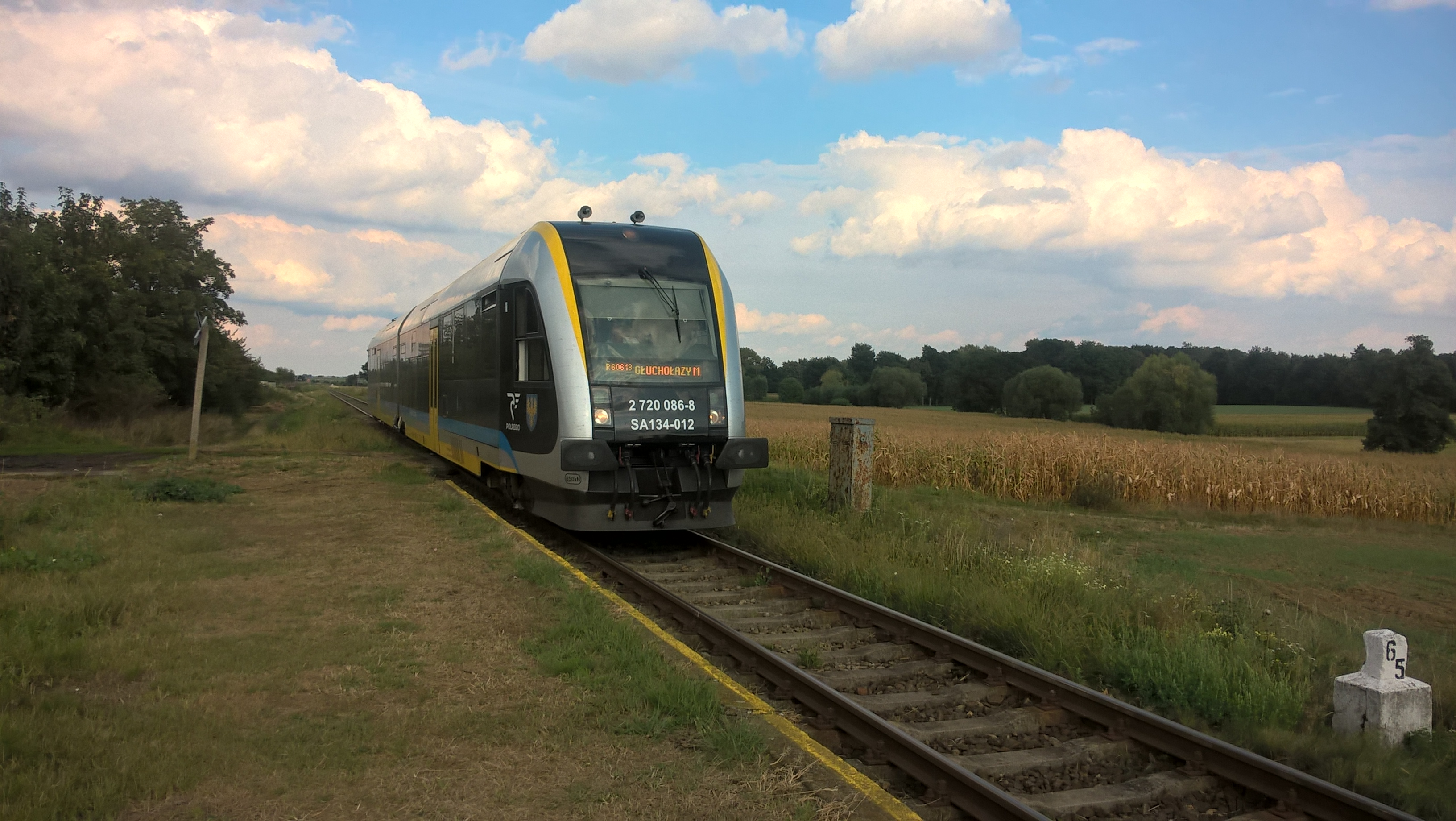
Pociąg relacji Wrocław Główny - Głuchołazy Miasto obsługiwany przez Spółkę POLREGIO na przystanku Myśliczyn